# Cebola Mol
Cebola Mol é um duo português de comédia musical, formado por Phil Stardust (nome artístico de Filipe Homem Fonseca) e Eddie Stardust (nome artístico de Eduardo Madeira) .
O duo ficou conhecido pelo tom cómico das suas músicas e pela atitude irreverente em palco. Foi lançado no programa O Homem que Mordeu o Cão, por Nuno Markl, sendo que este dizia que "os tinha encontrado à porta do estúdio".
Apesar de terem aparecido na rádio e alcançado grande sucesso graças à Internet, em 2001 lançaram o CD Samba Roulotte, pela EMI . 
Em 2003 lançaram Android Polaroid.
Grande parte do seu sucesso ficou a dever-se às atuações nas queimas das fitas, e nas aparições ao vivo no programa Levanta-te e Ri.
Os Cebola Mol regressaram em 2009, num concerto que teve lugar no Casino de Lisboa, intitulado "O fim dos Cebola Mol". No entanto, ao contrário do que muita gente pensou, este não marcou um concerto de despedida definitiva da banda, mas sim a apresentação de um novo CD chamado precisamente "O fim dos Cebola Mol". Em 2011 lançaram um novo disco gratuito, "O Novo Disco", que inclui inéditos e versões alternativas de alguns dos seus clássicos, como faixas bónus.

## Formação
- Phil Stardust (nome artístico de Filipe Homem Fonseca)
- Eddie Stardust (nome artístico de Eduardo Madeira)

## Discografia
- Samba Roulotte (EMI, 2001)
- Android Polaroid (2003)
- O fim dos Cebola Mol (2009)
- O Novo Disco (2011)